# Wervik
Wervik (franceză Wervicq) este un oraș neerlandofon situat în provincia Flandra de Vest, regiunea Flandra din Belgia. La 1 ianuarie 2008 avea o populație totală de 17.775 locuitori. 

## Geografie
Comuna actuală Wervik a fost formată în urma unei reorganizări teritoriale în anul 1977, prin înglobarea într-o singură entitate a 2 comune învecinate. Suprafața totală a comunei este de 43,61 km². Comuna este subdivizată în secțiuni, ce corespund aproximativ cu fostele comune de dinainte de 1977. Acestea sunt:
| - I. Wervik - III. Kruiseke - II. Geluwe |

Localitățile limitrofe sunt:
| În Belgia: | În Franța:                                                 |
| - Comuna Comines-Warneton: - a. Comines - Comuna Zonnebeke: - b. Zandvoorde - c. Geluveld - d. Beselare - Comuna Moorslede: - e. Dadizele - Comuna Wevelgem: - f. Moorsele - Comuna Menen: - g. Menen | - h. Halluin - i. Bousbecque - j. Wervicq-Sud - k. Comines |

## Localități înfrățite
- Belgia: Harelbeke;
- Franța: Wervicq-Sud.

1. ↑  Crossroad Bank of Enterprises, accesat în 15 iulie 2023